# Tranquilandia

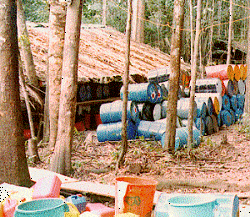
Alcune taniche di etere utilizzate a Tranquilandia nel 1984.

Tranquilandia era il nome di un vasto complesso di laboratori dediti alla raffinazione delle cocaina situato nella giungla del dipartimento di Caquetá, in Colombia. La struttura fu costruita per il Cartello di Medellín da José Gonzalo Rodríguez Gacha, conosciuto anche come El Mexicano, e distrutto nel 1984 dalla Polizia nazionale colombiana assistita da personale della DEA.

## Descrizione
Al momento della sua distruzione, il complesso, che si riteneva fosse attivo da una decina d'anni, era formato da 19 laboratori, da sistemi che lo rendevano indipendente per quanto riguardava l'approvvigionamento di energia elettrica e di acqua, la quale veniva presa direttamente dal fiume Caquetá, da mense e dormitori destinati al personale dei laboratori e da vari altri edifici, tra cui una foresteria per i capi e per "ospiti speciali" e una sartoria per indumenti e divise militari a disposizione dell’esercito clandestino e delle guerriglie. Le forniture necessarie alla raffinazione della cocaina arrivavano per via aerea, grazie alle otto piste d'atterraggio costruite dal Cartello per questo preciso scopo, e allo stesso modo veniva spedita la droga raffinata, in una quantità stimata di 3500 kg al mese. Il complesso disponeva anche di 100000 ettari di terreno per la coltivazione della foglia di coca divisi tra i dipartimenti di Caquetá e di Meta.

## Scoperta e distruzione
Nel 1983, la DEA iniziò a piazzare dei trasmettitori satellitari dentro barili di etere, uno dei composti chimici più usati nella raffinazione della pasta di coca, prodotto da un'azienda americana situata a Phillipsburg, nel New Jersey, e acquistato attraverso l'azienda di esportazione Arbron Miami International Distributor Inc. Tracciando il percorso delle taniche, la DEA arrivò così fino alla giungla del Caquetá, in Colombia, e quindi all'ultima destinazione del carico: Tranquilandia.
Il 10 marzo 1984, unità della polizia nazionale colombiana assistite da agenti della DEA presero d'assalto il complesso. L'operazione si concluse con la distruzione del sito e il sequestro di 13,8 tonnellate di cocaina per un valore di circa 1,2 miliardi di dollari. Le forze dell'ordine sequestrarono anche un'enorme quantità di armi, sistemi di comunicazione satellitare, ben 7 velivoli utilizzati per il trasporto della droga e, tra le altre cose, un elicottero Hughes 369D avente matricola HK2704 e appartenente alla Aerefoto Amórtegui, società di proprietà di Uribe Sierra, padre di Álvaro Uribe Vélez, sindaco di Medellín dall'ottobre del 1982 al febbraio del 1983 e che era stato a capo dell'unità amministrativa dell'aviazione civile colombiana (la Unidad Administrativa Especial de Aeronáutica Civil) dal 1980 al 1982. Nonostante le inchieste derivanti dal sequestro dell'elicottero, dalle quali fu evidente come, durante la gestione dell'unità da parte di Uribe Vélez, fossero state rilasciate ai velivoli dei narcotrafficanti licenze di volo senza alcun controllo, la carriera politica dell'uomo non subì alcuno stop, tanto che egli fu poi eletto Presidente della Colombia nel 2002, mantenendo l'incarico fino al 2010.
La risposta del Cartello di Medellín non si fece attendere molto. L'allora ministro degli interni Rodrigo Lara Bonilla, fondatore insieme a Galán della corrente del nuovo liberalismo, che aveva fortemente voluto l'operazione, fu ucciso con 25 colpi di mitragliatrice il giorno 30 del mese seguente. La stessa sorte toccò anche al colonnello Ramirez Gómez, che aveva guidato l'antinarcotici colombiana nel corso dell'operazione, il quale fu assassinato nel novembre del 1986.

## Cultura di massa
- Nel videogioco del 2006 Scarface: The World Is Yours, verso la fine del gioco al protagonista viene chiesto dal suo socio di liberare per lui un vasto complesso di raffinazione della droga chiamato "Tranquilandia" e situato in un'isola delle Bahamas.